# Dicata
Dicata is een geslacht van weekdieren uit de klasse van de Gastropoda (slakken).

## Soort
- Dicata odhneri Schmekel, 1967